# آلفرد پیکارد
آلفرد پیکارد (انگلیسی: Alfred Picard; ۲۱ مارس ۱۹۱۳ – ۱۲ آوریل ۱۹۴۵) بازیکن فوتبال اهل آلمان بود.
از باشگاه‌هایی که در آن بازی کرده‌است می‌توان به باشگاه فوتبال اولم ۱۸۴۶ اشاره کرد.
وی همچنین در تیم ملی فوتبال آلمان بازی کرده‌است.